# 徐旭 (1963年)
徐旭（： Suh Wook，1963年5月12日—），韓國陸軍四星上将，曾任陸軍參謀長，並於2020年至2022年間出任文在寅政府的國防部長。

## 生平
徐旭曾就读于韓國陸軍官校41期，擁有韓國國防大學戰略碩士和庆南大学政治學博士學位。2008年至2009年間擔任陸軍第31步兵師第93團團長，2009年至2011年間擔任陆军第1军計劃編成課長，2011年擔任韩美联合军司令部地面構成軍司令部作戰處長，同年至2012年擔任韓美聯合司作戰處長，2012年至2014年擔任韓美聯合司企劃參謀次長，2014年至2015年擔任第25步兵師師長，2015年至2016年擔任聯合參謀本部作戰部長，2016年至2017年担任第1軍军长，2019年起擔任第48代陸軍參謀總長，退役後接任國防部長。2020年10月，在回答国会议员质询时，徐旭不同意中共领导人习近平对韩战所做的表述，表示“韩国战争分明是南侵战争”，“是（北韩）受到了斯大林和毛泽东的唆使后侵略南方的战争”，“联合国军在危急关头拯救了我国。”这是韩国高官就韩方所认为的中华人民共和国歪曲历史事实首次作出的表述。
2022年10月，因涉嫌隐匿公务员遭朝鲜射杀案真相被逮捕，17天后交保获释。